# Web Journal on Cultural Patrimony
Web Journal on Cultural Patrimony publicación especializada en salvaguardia de los bienes culturales fundado y dirigido por Fabio Maniscalco (ISSN 1827-8868). 

## Objetivos
La globalización de "empleos", "tendencias" y "productos", impuestos por influyentes lobbies y la arrogante injerencia de pocas Potencias, en las cuestiones de política interna de Países del Tercer Mundo, económicamente y militarmente más débiles, son algunas de las principales causas de los recientes choques ideológicos y los roces entre naciones y civilizaciones diferentes, que a menudo manifiestan una difícil comprensión e/o legitimación de las "razones" de las contrapartes. 
Además, la coyuntura económica que disminuye el crecimiento de los mercados occidentales y los incesantes flujos migratorios de algunos años, procedentes de áreas de crisis, inevitablemente estimulan el fenómeno de la intolerancia racial y religiosa. Tal fenómeno se extiende de manera preocupante, también, a causa del prejuicio y la aversión por la "diversidad." 
Las asignaciones periódicas de la Comunidad política internacional, enfocadas a incrementar el mutuo conocimiento y, por lo tanto, el respeto por otras etnias, religiones e/o culturas, se han demostrado infructuosas, sea por la exigüidad de las sumas erogadas, sea porque, a veces, han sido subvencionados proyectos discutibles e inadecuados a promover de manera concreta el diálogo entre muchos "pueblos" y "culturas". 
Está claro, pues, como en el actual contexto político mundial, en cuyo los intereses económicos predominan sobre los derechos humanos y en el cual el individualismo se impone sobre la solidaridad, se advierta siempre menos la necesidad de salvaguardar el patrimonio cultural - material e inmaterial de las naciones, que representa la identidad de cada Región del mundo y que amenaza de desaparecer no sólo a causa de guerras, calamidades naturales o del descuido, sino también a causa del olvido de idiomas y tradiciones populares. 
No creo sea posible transmitir a las futuras generaciones las mismas sensaciones de horror, de desconcierto y de impotencia probadas de quien haya asistido a la alevosa destrucción de monumentos únicos, cuales el puente de Mostar, la Biblioteca de Sarajevo o el Buda de Bamiyan.
Igualmente, será difícil describir las percepciones probadas de quien haya tenido modo de visitar las ricas iglesias serbio-ortodoxas, saqueadas, incendiadas e/o minadas por extremistas a kosovaro-albaneses, o bien reproducir los colores, los claroscuros o los detalles de obras maestras del ingenio humano, cuales la adoración de los pastores con los Santos Francisco y Lorenzo del Caravaggio, cuyo ningún duplicado fotográfico o digital podrá devolver nunca el justo mérito.
Demasiados son los bienes culturales que, cotidianamente, van perdidos por la incuria, la inadecuación de las leyes y la construcción abusiva, que a denudo es facilitada por imprevistas remisiones, conflictos o catástrofes determinadas del hombre o de la naturaleza. 
Incalculable es el número de manufacturas arqueològicas y demo-etno-antrològicas sustraídas en àreas del mundo subdesarrollado, pero ricas en historia y cultura.
La disolución de la memoria histórica internacional es un fenómeno del cual la opinión pública y los medios de comunicación raramente hacen caso; esta es favorecida por la ausencia, en el orden jurídico internacional, de un Órgano, con un rol codificado por el derecho internacional, en grado de promover, hacer aprobar, difundir y aplicar normas obligatorias y con características generales y universales. Al momento el único organismo antepuesto a la salvaguardia de los bienes culturales, la Unesco, es privada de poderes reales y, sobre todo, en el curso de los últimos años ha perdido su propia autoridad por la incapacidad y por la ignavia demostrada en la gestión de algunas situaciones de crisis. 
En el 1996, por iniciativa de la Unesco y de otras cuatro ONG del sector del patrimonio (ICOM, ICOMOS, ICA e IFLA), fue constituido el “internacional Committee of the Blue Shield” (ICBS). El ICBS, con la "Declaración de Radenci", el 16 de noviembre de 1998, se ha puesto el objetivo de constituir una estructura muy simple de emplear para evitar la pérdida o el deterioro del patrimonio cultural en situaciones de urgencia. 
La creación del ICBS no ha tenido buen funcionamiento. Muchos los estudiosos y los entes que conducen proyectos, teóricos y prácticos, de protección y valorización del patrimonio cultural y a menudo no tienen la posibilidad de divulgar los resultados de sus propias investigaciones ni de confrontarse con especialistas de otros sectores disciplinales. Para ellos es destinado el "Web Journal on Cultural Patrimony", que busca ofrecer, a través de un aproche multidisciplinario, nuevas oportunidades de reflexión y estudio finalizadas a la individuación de las metodologías, de las tecnologías y de las instrumentaciones más idóneas para la salvaguardia de los bienes culturales. 
Puesta bajo la égida de prestigiosas universidades y centros de investigación internacional y realizada gracias a la contribución del "Observatorio Euromediterráneo y del Mar Negro" y a la hospitalidad de la universidad de Estudios de Nápoles "L’ Oriental", esta revista es difundida gratuitamente por internet, un instrumento precioso que garantizará la fruición del "Web Journal on Cultural Patrimony" a un público mucho más extenso con respecto del limitado círculo de los estudiosos de la materia. Fabio Maniscalco

## Socios
"Osservatorio per la Protezione dei Beni Culturali in Area di Crisi -I.S.Fo.R.M.”; 
“Facoltà di Studi Arabo-Islamici e del Mediterraneo dell'Università di Napoli L’Orientale”, “Al-Quds University of Jerusalem"; "Academy of Sciences of Albania"; "Universidad de Buenos Aires"; "Universidada de Rosario"; Universidad de Ferrara; Universidad "Ca Foscari"; Université de Louvain"; "Université de Perpignan"; "University Nord"; "Universidade do Porto"; "University of Copenhagen"; "University of Malta"; "University of Sindh Jamshoro"; Universidad Tarbiat Modarrés; "University of Otago". 